# Arbaz
Arbaz je obec ve švýcarském kantonu Valais. Leží v okrese Sion ve frankofonní části kantonu. Žije zde přibližně 1 300 obyvatel.

## Geografie

Arbaz v roce 1955

Arbaz se nachází na severní straně údolí Rhôny asi 5 km severně od hlavního města kantonu, Sionu. Nejvyšší bod obce se nachází jižně od vrcholu Wildhorn v průsmyku Col des Audannes v nadmořské výšce 2886 m. Obec se skládá z vesnice Arbaz a osad Le Lazier a Mayens-d'Arbaz. Sousedními obcemi Arbazu jsou Ayent na severu a východě, Grimisuat na jihu a Savièse na západě.

## Historie
Obec je poprvé připomínána roku 1185 jako Alba, v roce 1338 pak jako Arba. Za sionského biskupa Eduarda Savojského se ve třetí čtvrtině 14. století Arbaz stal koupí biskupským panstvím, kterému patřil až do roku 1798. Od 14. století byl Arbaz, stejně jako vesnice Luc a Botyre, tzv. tercií Ayentu, nejpozději v roce 1418 však získal určitou autonomii. Od roku 1815 do roku 1839 patřil Arbaz k okrsku (Zenden) Hérens, předtím a potom k okrsku a později modernímu okresu Sion. Církevně patřil Arbaz, kde od roku 1663 stála kaple, až do roku 1860 k Ayentu. Kolem roku 1910 se zde částečně těžila břidlice, ale 85 % pracovních sil patřilo do prvního sektoru (chov dobytka, pěstování obilí, výroba vína).

## Obyvatelstvo

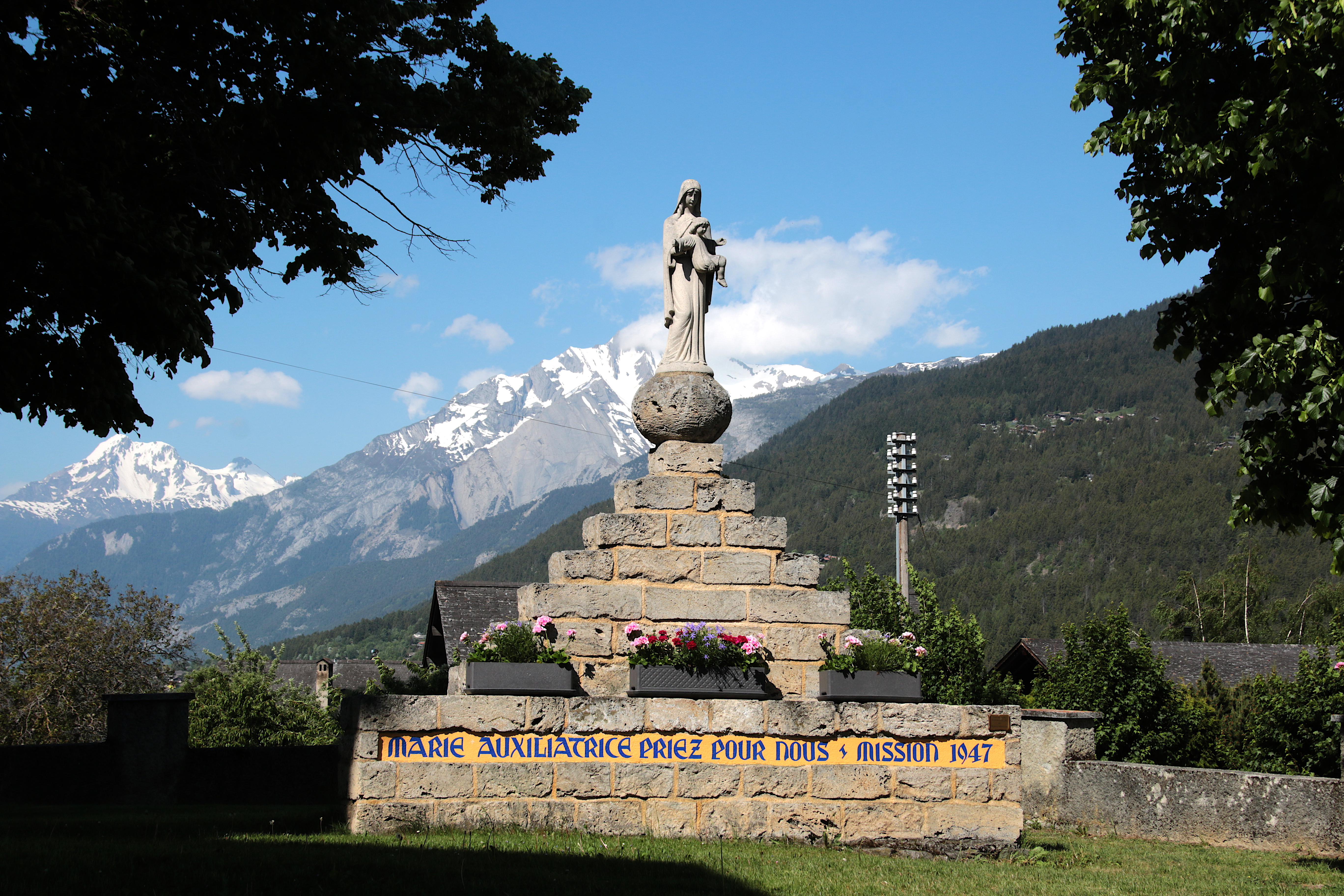
Socha Panny Marie

| Vývoj počtu obyvatel | Vývoj počtu obyvatel | Vývoj počtu obyvatel | Vývoj počtu obyvatel | Vývoj počtu obyvatel | Vývoj počtu obyvatel | Vývoj počtu obyvatel | Vývoj počtu obyvatel | Vývoj počtu obyvatel | Vývoj počtu obyvatel | Vývoj počtu obyvatel | Vývoj počtu obyvatel |
| -------------------- | -------------------- | -------------------- | -------------------- | -------------------- | -------------------- | -------------------- | -------------------- | -------------------- | -------------------- | -------------------- | -------------------- |
| Rok                  | 1821                 | 1850                 | 1900                 | 1950                 | 1980                 | 2000                 | 2010                 | 2012                 | 2014                 | 2016                 |                      |
| Počet obyvatel       | 361                  | 381                  | 516                  | 493                  | 472                  | 800                  | 1085                 | 1109                 | 1176                 | 1219                 |                      |

## Doprava
Obec nemá železniční spojení, nejbližší stanice v Sionu však leží na důležité Simplonské dráze, která vychází ze Ženevy na západě a pokračuje tunelem směrem na Milán. Dopravní obslužnost obce zajišťují žluté autobusy Postauto.
Do Arbazu se lze dostat přes sjezdy na dálnici A9 v Sionu. Z nich pokračují do obce regionální silnice.